# Джеррод Пурт
Джеррод Пурт (англ. Jarrod Poort, 31 жовтня 1994) — австралійський плавець.
Учасник Олімпійських Ігор 2012, 2016 років.
Призер Пантихоокеанського чемпіонату з плавання 2014 року.